# (52480) Enzomora
(52480) Enzomora es un asteroide perteneciente al cinturón de asteroides, descubierto el 20 de octubre de 1995 por el Equipo del Observatorio de San Vittore desde el propio observatorio, en Italia.

## Designación y nombre
Fue designado inicialmente como 1995 UM5.
Más adelante fue nombrado en honor a Gian Vincenzo Mora (1870-1953) quien estudió diseño y arquitectura en el Istituto di Belle Arti de Venecia y trabajó para empresas de Padua y Milán. Como astrónomo aficionado, es conocido por su cálculo de 1909 de las ocasiones en los siglos XIX y XX en las que Júpiter aparecería sin satélites.

## Características orbitales
Enzomora orbita a una distancia media del Sol de 2,171 ua, pudiendo acercarse hasta 2,076 ua y alejarse hasta 2,265 ua. Tiene una excentricidad de 0,044 y una inclinación orbital de 4,119° grados. Emplea en completar una órbita alrededor del Sol 1168,09 días.

## Características físicas
Su magnitud absoluta es 16,31. Tiene un diámetro de 1,623 km y su albedo geométrico es de 0,267.